# غزل البنات
غزل البنات (عربی: غزل البنات) فیلمی در ژانر کمدی رمانتیک و موزیکال به کارگردانی انور وجدی است که در سال ۱۹۴۹ منتشر شد. از بازیگران آن می‌توان به نجیب ریحانی، لیلی مراد، انور وجدی، محمود الملیجی، و فرید شوقی اشاره کرد.